# Himmelsberga
Himmelsberga is een plaats in de gemeente Kungsör in het landschap Södermanland en de provincie Västmanlands län in Zweden. De plaats heeft 71 inwoners (2005) en een oppervlakte van 25 hectare.